# Maria Cioncan
Maria Cioncan (Rumania, 19 de junio de 1977-21 de enero de 2007) fue una atleta rumana, especializada en la prueba de 1500 m en la que llegó a ser medallista de bronce olímpica en 2004.

## Carrera deportiva
En los JJ. OO. de Atenas 2004 ganó la medalla de bronce en los 1500 metros, con un tiempo de 3:58.39 segundos, llegando a la meta tras la británica Kelly Holmes y la rusa Tatyana Tomashova.

## Muerte
El 21 de enero de 2007, Maria murió en un accidente de coche, cerca de Pleven, Bulgaria, cuando volvía de un entrenamiento en Grecia. Su vehículo volcó y se estrelló contra un árbol, siendo la muerte instantánea.